# Довгирд, Анёл
А́нёл До́вгирд (Аниол Довгирд, Анел Станиславович Довгирд; пол. Anioł Dowgird; 2 декабря, по другим сведениям 11 декабря 1776, Юрковщизна Мстиславльского воеводства — 26 апреля 1835, Вильно) — католический священник, мыслитель, теолог, психолог; профессор философии и логики императорского Виленского университета.

## Биография
Родился в семье обедневшего помещика в имении Юрковщизна Мстиславльского воеводства (позднее Могилёвская губерния). С 1786 года учился в Мстиславльской иезуитской школе. В 1791 году в Любешове (Минская губерния) вступил в монашеский католический ордена пиаров и готовился к преподавательской деятельности в пиарском коллегиуме в Дубровице (Волынская губерния).
После обучения в Главной виленской школе преподавал географию, математику, физику, французский язык, поэтику и риторику в пиарских училищах в Лиде (1796), Вилькомире (1797), Россиенах (1798—1800), Витебске (1801), Щучине (1804—1806), Любешове (1807—1808). При нашествии Наполеона был капелланом Виленской гимназии и секретарём местного объединения пиаров. В 1814—1815 годах преподавал польскую литературу в пиарской семинарии в Домбровице.
С 1816 года, когда возобновилась деятельность Главной духовной семинарии в Вильне, Довгирд исполнял обязанности её капеллана (до упразднения Виленского университета). Одновременно с 1818 года читал в Виленском университете лекции по логике и психологии, с 1821 года — курс теоретической и практической философии. В этот период опубликовал в журнале „Dziennik Wileński“ статью о философии кантианца Ф. Яронского (1817), монографию (курс лекций) «О логике, метафизике и моральной философии» (1821), в 1828 году — первую часть задуманной трилогии «Логика теоретическая и практическая» (Полоцк). В том же 1828 году защитил докторскую диссертацию по теологии «О чудесах». C перерывами преподавал в университете до его упразднения в 1832 году. Написал и издал несколько проповедей.

## Воззрения
В философии Довгирда сочетаются теология и сенсуализм в духе Джона Локка, Кондильяка, шотландской школы (Томас Рид, Дугалд Стюарт и другие). Принимал концепции теории познания и логики Анджея Снядецкого, Джона Локка, Фрэнсиса Бэкона, критиковал субъективный идеализм Джорджа Беркли и Дэвида Юма, агностицизим и формализм Канта. Утверждал, что христианская религия и философия не противоречат разуму, мышлению. Главным объектом его исследований была логика, в которую включал теорию познания и некоторые проблемы психологии.
Философская система Довгирда включает в себя историю философии, логику, метафизику (натуральную теологию), моральную философию. Она сложилась во многом в полемике против взглядов Канта и кантианцев.

## Сочинения
- Rozbiór dzieła pod tytułem O filozofii przez Feliksa Jarońskiego z uwagami nad nim („Dziennik Wileński“, 1817)
- O logice, metafizyce i filozofii moralnej. Rozprawa na skutek konkursu ogłoszonego przez cesarski Uniwersytet Wileński r. 1820 dnia 1 marca do katedry rzeczonych przedmiotów napisana. Wilno, 1821
- Dissertatio inauguralis theologico-dogmatica de miraculis, in qua dicetur: quid sunt miracula? an, a quo, et quem in finem patrari queant? quibus denique idoneissignis vel testimoniis veritas miraculorum Christi et Apostolorum comprobatur? quam in Caesarea litterarum Universitate Vilnensi amplissimae facultatis theologicae in ordine professorum scientiarum ethico-politicarum autoritate ad consequenda Doctoris S. Theologiae jura et honores publicae disputationi submittit... Wilno, 1826
- Kazanie o nidowiarstwie i zachowaniu się w obcowaniu z tymi, którzy bezbożnie przeciw wierze św. katolickiej mówią, takoż o niegodziwości czytania książek, powstających na wiarę św. katolicką w: "Zbiór kazań mianych w czasie jubileuszu", Wilno 1826 i odb.
- Kazanie o posłuszeństwie ku wszelkiej władzy. Wilno, 1826.
- Kazanie o próżności świata i unikaniu jej. Wilno 1826.
- Wykład przyrodzonych myślenia prawideł, czyli logika teoretyczna i praktyczna, cz. 1. Połock 1828.
- Wykład Ewanielii i Listów apostolskich, przypadających na dni niedzielne i uroczyste całego roku, t. 1-2, wyd. A. Fijałkowski. Wilno, 1836
- Konferencje duchowne, t. 3, wyd. A. Fijałkowski, Wilno 1837.